# Виктория (штат)
Викто́рия (англ. Victoria) — штат на юго-востоке Австралии, самый маленький по территории штат в континентальной части страны. Население — 6 503 491 человек (2021). Столица и крупнейший город — Мельбурн. Официальное прозвище — «Садовый штат». Девиз — «Мир и процветание».

## Этимология названия
Штат назван в честь королевы Великобритании Виктории, в чье правление была образована колония, впоследствии ставшая нынешним штатом.

## География

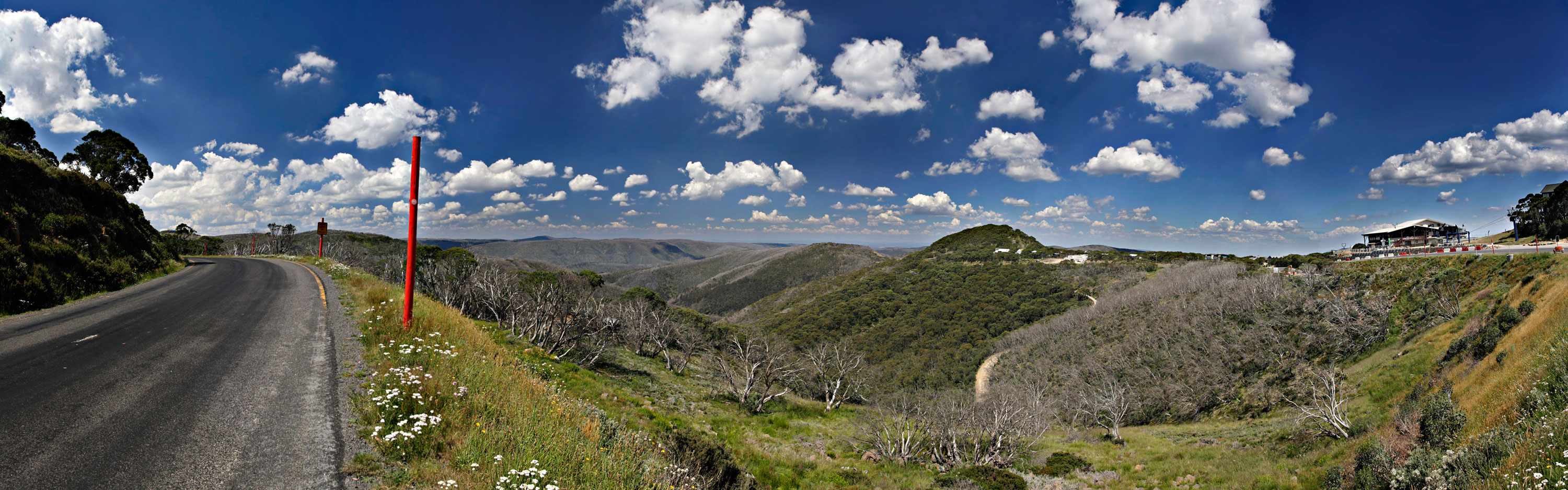
Летняя панорама с горы Хотэм

Площадь Виктории составляет 227 444 км² (5-е место среди штатов, 6-е место включая территории). Высшая точка штата — гора Богонг (1986 м).

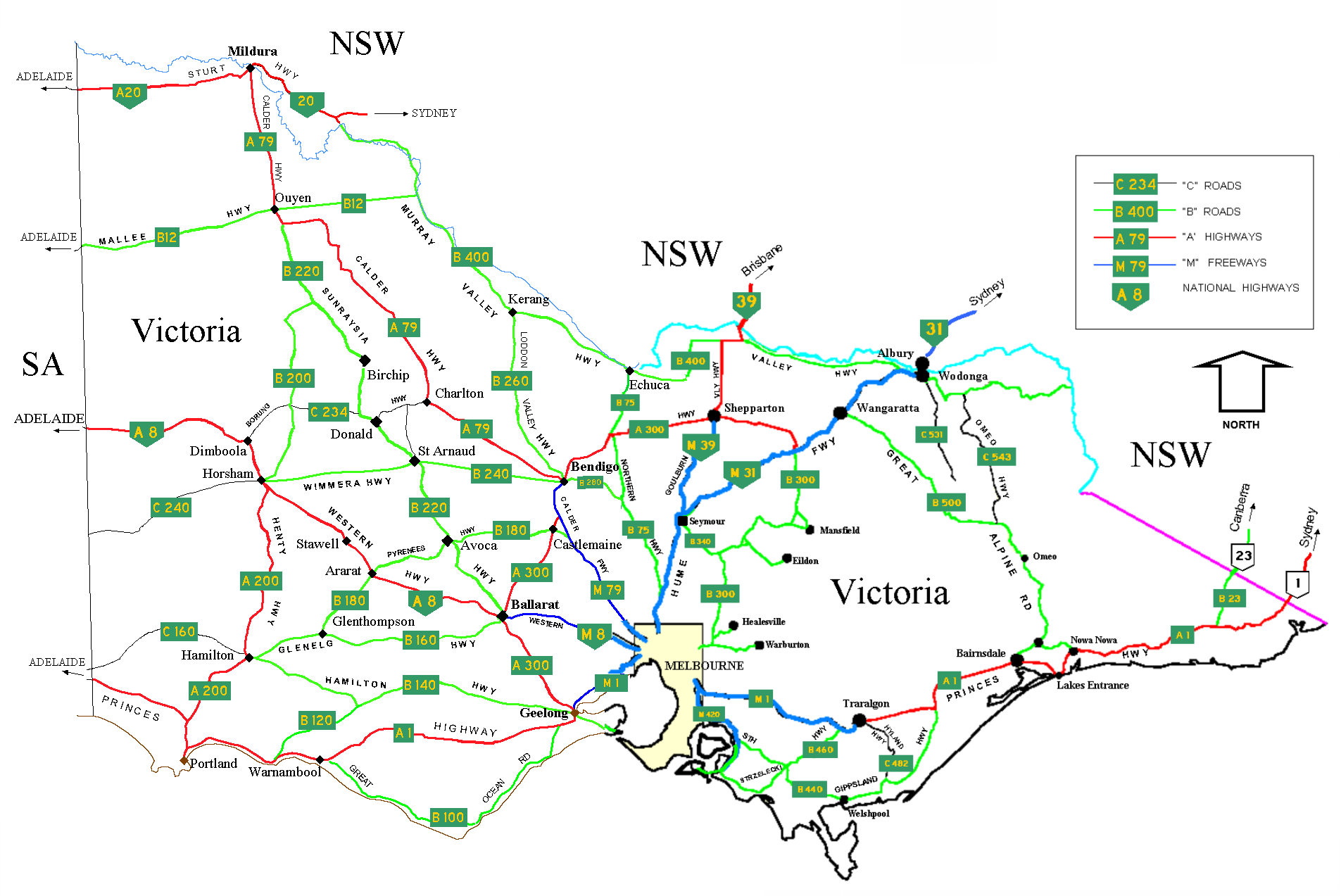
Населенные пункты и дорожная сеть Виктории.

Северная граница Виктории проходит по южному берегу реки Муррей, а также по южной оконечности Большого Водораздельного хребта, который тянется вдоль восточного побережья и заканчивается к западу от Балларата. Штат граничит с Южной Австралией на западе и имеет кратчайшую в Австралии сухопутную границу с Тасманией. Официальная граница между Викторией и Тасманией проходит на протяжении 85 метров по 39° 12' южной широты через островок Баундари-Айлет в Бассовом проливе. Виктория включает множество топографически, геологически и климатически различных областей, начиная от влажного умеренного климата Джипсленда на юго-востоке и заканчивая заснеженными районами Австралийских Альп, которые поднимаются почти до 2000 метров, с высочайшей точкой горой Богонг (1986 метров). Имеются также обширные полузасушливые равнины на западе и северо-западе.
В Виктории имеется обширная речная сеть. Наибольшее значение имеет система реки Муррей. Среди других рек: Овенс, Гоулберн, Кинг, Кэмпасп, Лоддон, Уиммера, Элгин, Барвон, Томсон, Сноуи-Ривер, Латроб, Ярра, Марибирнонг, Митта-Митта, Хопкинс, Мерри и Киева.
Символами штата являются эпакрис вдавленный (цветок штата), поссум Ледбитера (животное штата) и медосос (птица штата). Морским символом штата является Морской конёк-тряпичник.

### Климат
Несмотря на небольшой размер территории, климат Виктории разнообразный. Он варьируется от полупустынного и жаркого на северо-западе до умеренного и прохладного вдоль побережья. Большой Водораздельный хребет обеспечивает более прохладным горным климатом центр штата.
Располагаясь на южной оконечности континента, Виктория имеет более прохладный и влажный климат, чем остальные материковые штаты и территории Австралии. Прибрежная равнина к югу от Большого Водораздельного хребта имеет наиболее мягкий климат. Воздушные массы Южного океана сглаживают жару летом и холод зимой. Мельбурн и другие крупные города расположены в этом умеренном регионе.
Молли и верхняя Виммера являются наиболее теплыми регионами Виктории, где дуют горячие ветры из близлежащих пустынь. Средние температуры колеблются от 30 °C летом до 15 °C зимой. Максимальная температура в Виктории была зафиксирована в Хоптене 7 февраля 2009 года и составила 48,8 °C.
Самой холодной частью Виктории являются Викторианские Альпы на северо-востоке. Альпы являются частью горной системы Большого Водораздельного хребта, протянувшейся через всю территорию штата с востока на запад. Средние температуры зимой менее 9 °C и ниже нуля в наиболее высоких местах. Минимальная температура в штате минус 17,7 °C была зафиксирована 13 июня 1965 года в Оумиоу и 3 июля 1970 года в Фолс-Крик.

#### Осадки
Виктория является вторым по обилию осадков штатом Австралии после Тасмании. Количество выпадаемых осадков в Виктории возрастает с севера на юг; наиболее влажными являются районы с максимальной высотой над уровнем моря. Среднегодовой уровень превышает 1800 миллиметров в некоторых районах на северо-востоке, но менее 250 миллиметров в Молли.
Наиболее обильны дожди в Национальном парке Отуэй и Гиппслэнде на юге Виктории, а также в горном северо-востоке. Снег обычно выпадает только в горах и холмах в центре штата. Наиболее часто дожди идут зимой, но летом уровень осадков выше. Наиболее регулярны дожди в Гиппслэнде и Западном районе, что делает их основными сельскохозяйственными регионами. Максимальный дневной уровень осадков в Виктории был зафиксирован 22 марта 1983 года в Танибрине в Национальном парке Отуэй и составил 375 миллиметров.

Средние температуры и выпадение осадков в Виктории
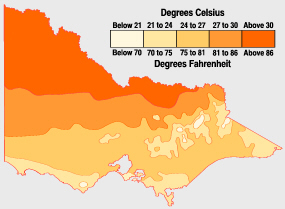
Средние температуры января: На севере Виктории всегда теплее, чем на побережье и в горных районах.
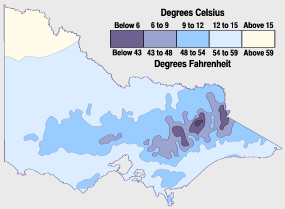
Средние температуры июля: В горах Виктории наиболее холодно в зимнее время. Снег также выпадает только в этих районах.
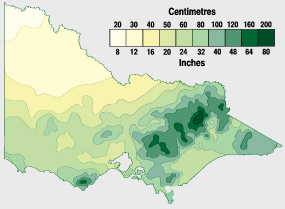
Среднегодовой уровень осадков: Наибольший объём осадков приходится на горный северо-восток и побережье.

| Источник: Бюро метеорологии, Департамент промышленности, Австралийский атлас природных ресурсов |

## История
После основания колонии Новый Южный Уэльс в 1788 году Австралия была разделена на восточную часть, называвшуюся Новый Южный Уэльс, и на западную часть под названием Новая Голландия. Первое европейское поселение на территории нынешней Виктории — Салливан-Бей — было основано в 1803 году вице-губернатором Дэвидом Коллинзом в заливе Порт-Филлип. Поселенцы в количестве 308 каторжников, 51 матроса, 17 свободных переселенцев, 12 гражданских служащих, миссионера и его жены были направлены из Англии на корабле «Калькутта» под командованием капитана Даниэля Вудриффа в основном из-за боязни, что французы, исследовавшие этот район, могут основать своё собственное поселение и тем самым посягнуть на права Великобритании на континент.
Следующим поселением стал Портленд на западном побережье штата. Мельбурн был основан в 1835 году Джоном Бэтманом.
Регион вокруг Мельбурна назывался «Округ Порт-Филлип» и имел статус отдельно управляемой части Нового Южного Уэльса. В 5 августа 1850 года королева Виктория подписала акт, в результате которого Великобритания отделила этот регион от Нового Южного Уэльса, образовав новую колонию «Виктория». Данное решение было санкционировано Чарльзом Фитцроем (англ. Charles Augustus FitzRoy), бывшим тогда губернатором Нового Южного Уэльса, и посчитавшим, что управление фактически второй достаточно развитой колонией из Сиднея является затруднительным (расстояние между Сиднеем и Мельбурном составляет около 900 км по прямой и более 1100 км по морю). После прибытия соответствующего документа в Сидней Законодательный Совет штата Новый Южный Уэльс 1 июля 1851 года принял соответствующий законодательный акт.
В 1851 году было найдено золото около города Балларат, а затем около города Бендиго. Позднее золото также было найдено во многих других районах колонии. Это вызвало золотую лихорадку. Колония быстро росла как по числу жителей, так и по экономическому значению. В течение 10 лет население Виктории выросло в 7 раз с 76 тысяч до 540 тысяч человек. В течение десятилетия 1851—1860 годов в Виктории было добыто 20 миллионов унций золота, что составило одну треть мировой добычи, что безусловно способствовало процветанию Мельбурна и всего штата Виктория. Память о золотой лихорадке отразилась и на флаге губернатора штата — он единственный среди подобных австралийских флагов, которой имеет золотистый фон.
Иммигранты со всего мира, особенно из Ирландии и Китая, приезжали искать золото. Множество китайских горняков работало в Виктории, в основном в Бендиго и округе. Хотя по отношению к ним были определённые расистские проявления, это не достигало такого масштаба, как антикитайское насилие в ходе восстания Лэмбинг Флэт в штате Новый Южный Уэльс. Тем не менее, в 1857 году имело место восстание в долине Бакленд близ города Брайт. Условия жизни на золотых приисках были стесненными и антисанитарными. Вспышка тифа в долине Бакленд в 1854 году унесла жизни тысячи горняков.
В 1854 году в Балларате произошло вооружённое восстание горняков, протестующих против налога на добычу. Оно было подавлено британскими войсками, однако недовольство подтолкнуло власти к реформированию управления (в частности, были снижены ненавистные пошлины на добычу) и расширению самостоятельности колонии. Вскоре имперский парламент путём принятия Закона о Колонии Виктория 1855 года предоставил Виктории право иметь самостоятельное правительство. Некоторые из лидеров восстания стали членами парламента Виктории.
C 26 декабря 1856 по 10 сентября 1863 колониальным губернатором штата Виктория был британский политик, покровитель наук Генри Баркли.
Первыми военными действиями колонии Виктория на иностранной территории были посылка войск и флота в Новую Зеландию для участия в войнах с маори. Войска Нового Южного Уэльса ранее уже принимали участие в Крымской войне.
В 1901 году штат Виктория вошёл в состав Австралийского Союза. В результате золотой лихорадки Мельбурн стал финансовым центром Австралии и Новой Зеландии. С 1901 по 1927 годы, пока шло строительство Канберры, Мельбурн оставался столицей Австралии. В это время он был крупнейшим по населению городом Австралии и вторым (после Лондона) в Британской империи. Хотя Мельбурн сохраняет роль важного и влиятельного финансового центра, где расположены штаб-квартиры многих австралийских и международных компаний, в 1970-е и 1980-е годы он был постепенно обойдён Сиднеем по значимости.
В субботу 7 февраля 2009 года («Черная суббота») на штат обрушились лесные пожары, унесшие как минимум 180 жизней.

## Политическое устройство

### Конституция
Действующая Конституция Виктории принята в 1975 году на базе колониальной конституции 1855 года. В настоящее время изменения и дополнения в Конституцию могут вноситься парламентом, однако в стадии обсуждения находится поправка, предполагающая обязательное проведение референдума при внесении в Конституцию изменений.

### Парламент
Законодательная власть в Виктории принадлежит парламенту, состоящему из двух палат: Законодательная ассамблея (нижняя палата) и Законодательный совет (верхняя палата).
88 членов Законодательной ассамблеи избираются на четырёхлетний срок по одномандатным округам.
В ноябре 2006 года выборы в Законодательный совет были проведены по новой пропорциональной системе. Штат был разделен на 8 многомандатных округов, от каждого из которых избиралось по пять сенаторов с использованием одного передаваемого голоса за несколько кандидатов. Число членов верхней палаты было уменьшено с 44 до 40, а срок их полномочий — 4 года — приведен в соответствие со сроком полномочий депутатов нижней палаты. Выборы в парламент штата теперь фиксированы и проводятся в ноябре каждые 4 года. До 2006 года Законодательный совет состоял из 44 представителей, избиравшихся на 8-летний срок от 22 двухмандатных избирательных округов.

### Премьер-министр и кабинет
Премьер-министром (главой правительства) Виктории является лидер политической партии или коалиции, имеющей большинство мест в Законодательной ассамблее. Кабинет формируется из числа депутатов двух палат парламента. Кабинет осуществляет управление в сферах, которые в соответствии с Конституцией Австралии не относятся к исключительному ведению Союза, таких как образование, здравоохранение, исполнение законодательства.

### Губернатор
Исполнительная власть принадлежит губернатору штата, который представляет и назначается королём Карлом III. Обычно этот пост занимает вышедший в отставку выдающийся гражданин штата. Губернатор действует по рекомендации премьер-министра и кабинета.

### Политические партии
Ведущими политическими партиями Виктории являются левоцентристская Австралийская лейбористская партия, правоцентристская Либеральная партия Австралии и аграрная Национальная партия Австралии. Традиционно лейбористы сильны в рабочих центральных, западных и северных районах Мельбурна, городах Морвелл, Балларат, Бендиго и Джелонг. Либералы пользуются наибольшей поддержкой в более богатых восточных и пригородных районах Мельбурна, а также в некоторых сельских и региональных центрах. Националисты опираются на северо-западные и восточные сельские районы штата. Лейбористское правительство бывшего премьер-министра Стива Брэкса находилось у власти с 1999 года по 2010 год. С 2010 года у власти правительство либералов.
После выборов 2006 года баланс власти в законодательной ассамблее находится в руках Австралийской партии зелёных. Это означает, что объединяясь с депутатами от либеральной и национальной партий, зеленые могут блокировать правительственные законодательные инициативы.
27 ноября 2010 года в штате прошли очередные выборы, в результате которых с минимальным перевесом победила партия либералов. Лидеру либералов Эдварду («Теду») Бейллью поручено сформировать новое правительство штата.

### Федеральное представительство
Викторианцы избирают 49 депутатов в Парламент Австралии, включая 37 членов Палаты представителей и 12 членов Сената. После выборов 2007 года лейбористская партия получила 21 место Виктории в палате, либералы 14 и националисты 2. По состоянию на 1 июля 2008 года либералы имели 6 мест в сенате, лейбористы — 5, и одно место — партия «Семья прежде всего».

## Административное деление
Для целей местного управления территория Виктории делится на 79 муниципалитетов, включая 39 графств, 32 города, 7 сельских городов и 1 боро. Советы муниципалитетов выполняют функции, делегированные им парламентом Виктории, например, городское планирование, дорожная инфраструктура, вывоз мусора и т. д. Бюджеты советов формируются в основном за счет налога на имущество и правительственных грантов.

## Население
По данным переписи 2006 года население Виктории составляло 4 932 923 человека, прирост по сравнению с 1996 годом составил 6,2 %. По оценке на конец 2009 года население штата составляло 5 496,4 тысячи человек, годовой прирост составил 2,1 %.
Основавшее Викторию англосаксонское население было дополнено последующими волнами эмигрантов из Южной и Восточной Европы, Юго-Восточной Азии и, совсем недавно, с полуострова Сомали и из Ближнего Востока. Возрастная структура населения Виктории соответствует возрастной структуре населения Австралии.
Более 70 % викторианцев (порядка 3,9 миллиона человек) проживают в Мельбурне. Другие крупные городские центры: Джелонг, Балларат, Бендиго, Шеппартон, Милдьюра, Уорнамбул.
Виктория является наиболее урбанизированным штатом Австралии. Около 90 % населения живёт в городах. Стремясь децентрализовать население, правительство штата с 2003 года проводит официальную кампанию по привлечению викторианцев в сельские районы. Несмотря на это Мельбурн продолжает серьёзно опережать сельские районы по темпам роста населения.

### Религия
Около 60,5 % викторианцев считают себя христианами. Католики образуют крупнейшую религиозную группу (27,5 % населения штата). За ними следуют англиканцы и униаты. Численность буддистов, крупнейшей и быстро растущей нехристианской религиозной группы штата, составляет 132 634 человек. Также в Виктории проживают 109 370 мусульман и 41 105 иудеев. Около 20 % викторианцев не причисляют себя ни к одной из религий, и даже среди тех, кто определил свою религиозную принадлежность, уровень посещения церкви низок. В 2008 году доля новобрачных, которые выбрали церковный обряд бракосочетания, упала до 36 %.

## Экономика
Виктория является вторым по экономической значимости штатом Австралии после Нового Южного Уэльса, на её долю приходится четверть ВВП страны. В 2004 году ВВП штата составил 222 миллиарда австралийских долларов, ВВП на душу населения — 44 443 австралийских доллара. Экономический рост в Виктории в 2004 году составил 3,4 %, что было меньше среднего по Австралии уровня 5,2 %.
Финансы, страхование и операции с недвижимостью формируют крупнейший сектор экономики Виктории, тогда как сфера услуг является крупнейшим работодателем. В результате сокращения рабочих мест в стагнирующем промышленном секторе уровень безработицы в Виктории по состоянию на сентябрь 2009 года являлся наибольшим среди штатов Австралии.

### Экономический спад 1990-х годов
Виктория испытала спад экономики в 1989—1992 годах в ходе премьерства Джона Кейна. Среди причин называются падение рынка недвижимости, уменьшение господдержки промышленности, а также ряд банкротств гигантов индустрии, таких как Строительное общество Пирамида, и распад Государственного банка Виктории, в частности, его торгового банка Триконтенентал. Результатом стало сокращение рабочих мест и отток населения в Новый Южный Уэльс и Квинсленд.
С середины до конца 1990-х годов правительство штата Виктория под руководством премьера Джеффа Кеннетта (Либеральная партия Австралии) предпринимало попытки переломить эту тенденцию путём массированного урезания государственных расходов, сокращения государственного сектора экономики и одновременного разворачивания новых общественных строек, в основном сконцентрированных вокруг столицы штата Мельбурна. Среди строившихся объектов были Мельбурнский музей, Площадь Федерации, Мельбурнский центр выставок и съездов, прозванный «Сараем Джеффа», Казино Корона, платные автодороги СитиЛинк. Эти мероприятия сопровождались продажей государственных активов, включая Государственную электрическую комиссию и ряд государственных школ, урезанием государственных услуг и рекламной кампанией Мельбурна, направленной как на привлечение постоянных жителей, так и туристов.
Правительство премьера Стива Брэкса (Австралийская лейбористская партия) делало меньший упор на капитальное строительство и больше развивало государственные услуги. Уровень роста населения в настоящее время превосходит средний по Австралии.

### Сельское хозяйство
В 2003—2004 годах общий объём сельскохозяйственного производства Виктории вырос на 17 % и достиг 8,7 миллиардов долларов. Это составило 24 % национального сельскохозяйственного производства. По состоянию на 2004 год 32 463 фермы занимали около 136 000 квадратных километров викторианской земли. Это составляло более 60 % земель штата. Викторианские фермы варьируются от мелких садоводческих хозяйств до крупных промышленных производителей зерна и скота. Около четверти ферм выращивают промышленные культуры.
Более 26 000 км² фермерской земли Виктории отведено под посевы зерновых, в основном на западе штата. Более 50 % этой площади занимает пшеница, 33 % ячмень и 7 % овес. Ещё 6 000 квадратных километров отведено под кормовые культуры. В сезон 2003—2004 годов викторианские фермеры вырастили более 3 миллионов тонн пшеницы и 2 миллиона тонн ячменя. В штате также выращивается более половины австралийского табака. На Викторию приходится около 90 % австралийского урожая груш и треть урожая яблок. Штат является лидером в производстве косточковых. Основные овощные культуры включают спаржу, брокколи, морковь, картофель и помидоры.
На 10 % викторианских ферм пасутся более 14 миллионов овец и 5 миллионов ягнят, в основном на севере и на западе штата. В 2004 году около 10 миллионов ягнят и овец были забиты для местного потребления и экспорта. Виктория также экспортирует живых овец на Ближний Восток на мясо и в остальные страны для разведения. Настриг шерсти составляет 108 000 тонн в год (одна пятая австралийского производства).
Виктория является австралийским центром молочного животноводства. В штате содержится 60 % австралийского поголовья молочного скота, на которое приходится около двух третей национального производства молока, почти 6,4 миллиона литров в год. В штате также имеется 2,4 миллиона голов мясного крупного рогатого скота, ежегодно забивается 2,2 миллиона коров и телят. В сезон 2003—2004 годов отрасль аквакультуры и рыболовства Виктории произвела 11 634 тонны морепродуктов стоимостью 109 миллионов долларов. Галиотис является основным продуктом улова, принёсшим 46 миллионов долларов. Далее следуют лобстеры стоимостью 13,7 миллионов долларов. Основная их часть экспортируется в Азию.

### Промышленность

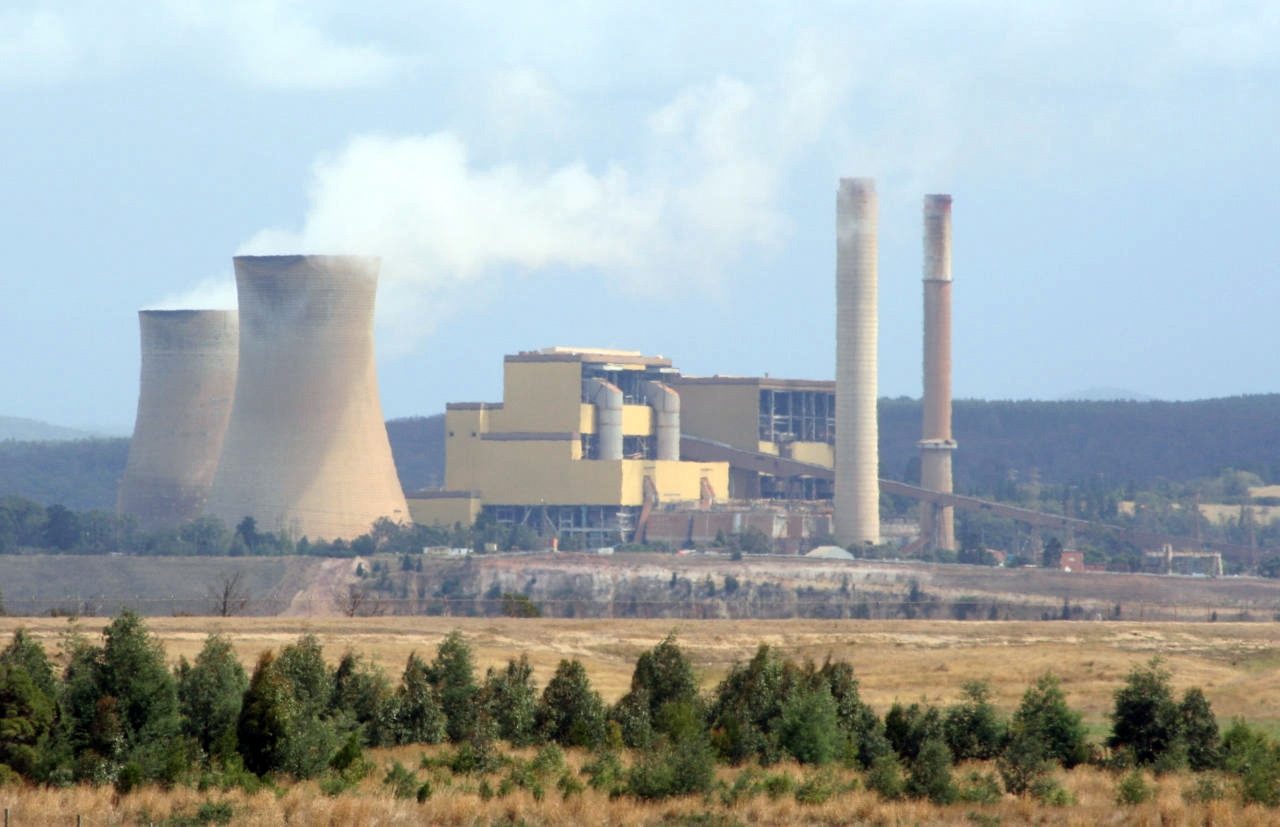
Электростанция Яллёрн в долине Лэтроуб

Основной отраслью промышленности является производство машин и оборудования, затем следуют пищевая промышленность, добыча нефти и угля, химическая промышленность. В промышленности Виктории занято 318 тысяч рабочих, что соответствует 15 % рабочей силы штата. По объёму промышленного производства штат лишь незначительно отстаёт от Нового Южного Уэльса.
Крупнейшими промышленными предприятиями являются заводы по сборке автомобилей Форд, Тойота и Холден, алюминиевые комбинаты Алкоа в Портленде и Пойнт Хенри, нефтеперерабатывающие заводы в Джелонге и Алтоне, нефтехимический комбинат в Лейвертоне.
Виктория также играет важную роль в оборонной промышленности. Важнейшими её центрами являются Мельбурн и Джелонг. Производство электроэнергии способствует промышленному росту в долине Лэтроуб.

### Добывающая отрасль
Добыча полезных ископаемых приносит ВВП штата более 3 млрд долларов, что составляет порядка 1 %. Число занятых менее 1 % рабочей силы. Основой добычи являются энергоносители. На бурый уголь, нефть и газ приходится около 90 % местной добычи. Добыча нефти и газа сосредоточена вдоль побережья Гиппслэнда на востоке штата. Добыча бурого угля и производство электроэнергии базируется в долине Латроб.
В 2005—2006 финансовом году средняя добыча газа составляла более 20 миллионов кубических метров в день, что было эквивалентно 18 % общей национальной продажи газа, при этом спрос растет на 2 % в год.
В 1985 году вышла на пик добыча нефти в офшорном бассейне Гоппслэнд, составив в среднем 450 тысяч баррелей в день. К 2005—2006 годам средняя добыча упала до 83 тысяч баррелей в день, но несмотря на это на Викторию все ещё приходится порядка 19,5 % австралийской добычи нефти.
Бурый уголь является основным полезным ископаемым Виктории. Ежегодно добывается 66 миллионов тонн. Уголь используется для выработки электроэнергии в долине Лэтроуб. Регион располагает крупнейшими в мире известными запасами бурого угля.
Исторически штат являлся центром австралийской золотой лихорадки, однако на сегодняшний день на долю Виктории приходится менее 1 % национальной добычи золота. В Виктории в ограниченных количествах также добывается гипс и каолинит.

### Сфера услуг
Сфера услуг является наиболее быстро растущим сектором экономики Виктории. Она включает в себя широкий спектр деятельности, обычно подразделяющийся на общественные, социальные и личные услуги; финансовые, страховые и связанные с недвижимостью услуги; правительственные услуги; транспорт и коммуникации; оптовая и розничная торговля. Большинство предприятий сферы услуг расположены в Мельбурне и в крупных региональных центрах штата.
В 2004—2005 финансовом году в сфере услуг было занято три четверти работающих, и она принесла три четверти ВВП штата. Финансовые, страховые и связанные с недвижимостью услуги вносят больший вклад в ВВП, чем любой другой сектор экономики штата. Более четверти работающих занято в секторе общественных, социальных и личных услуг.

#### Транспорт

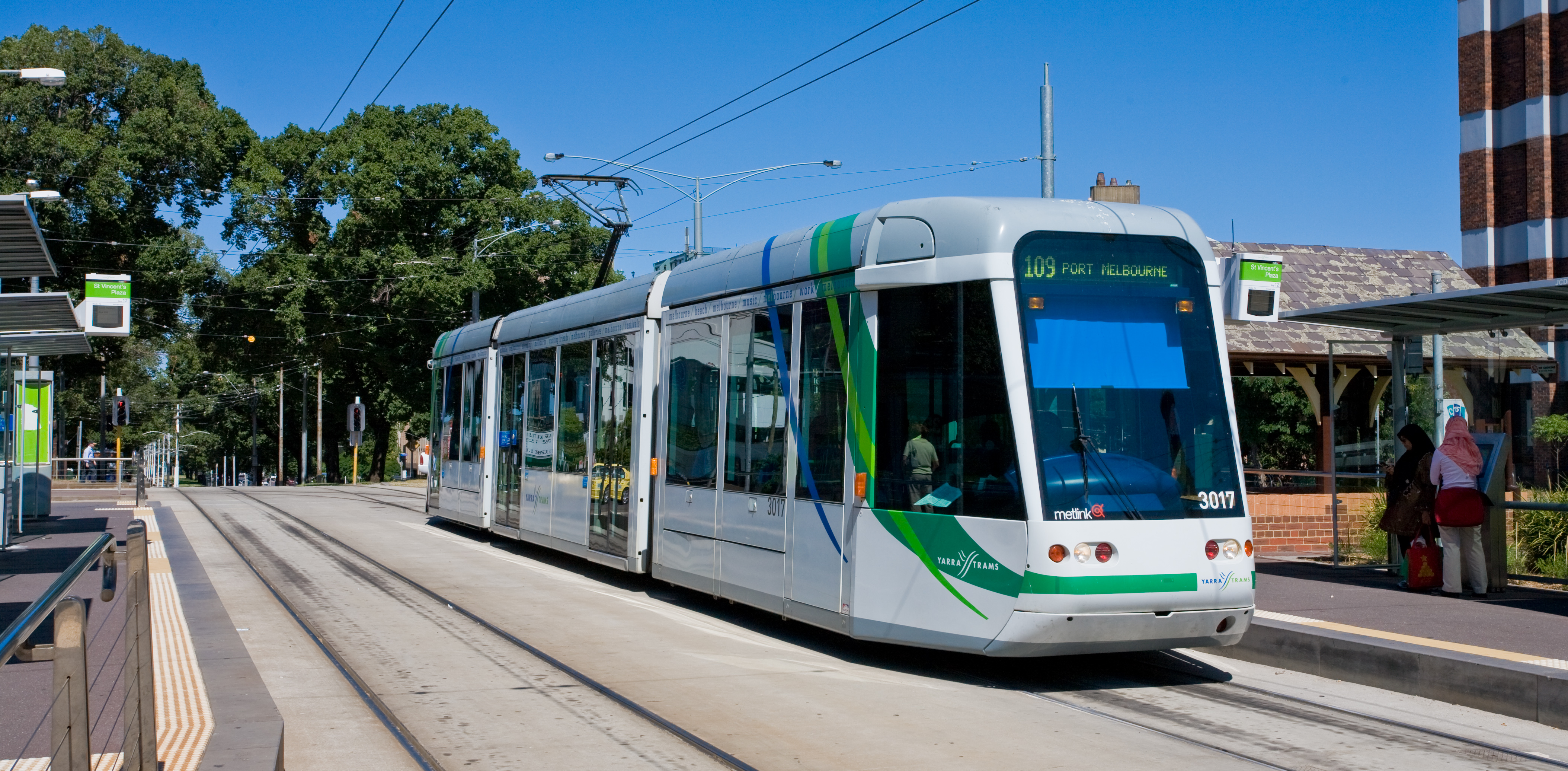
Трамвай в Мельбурне

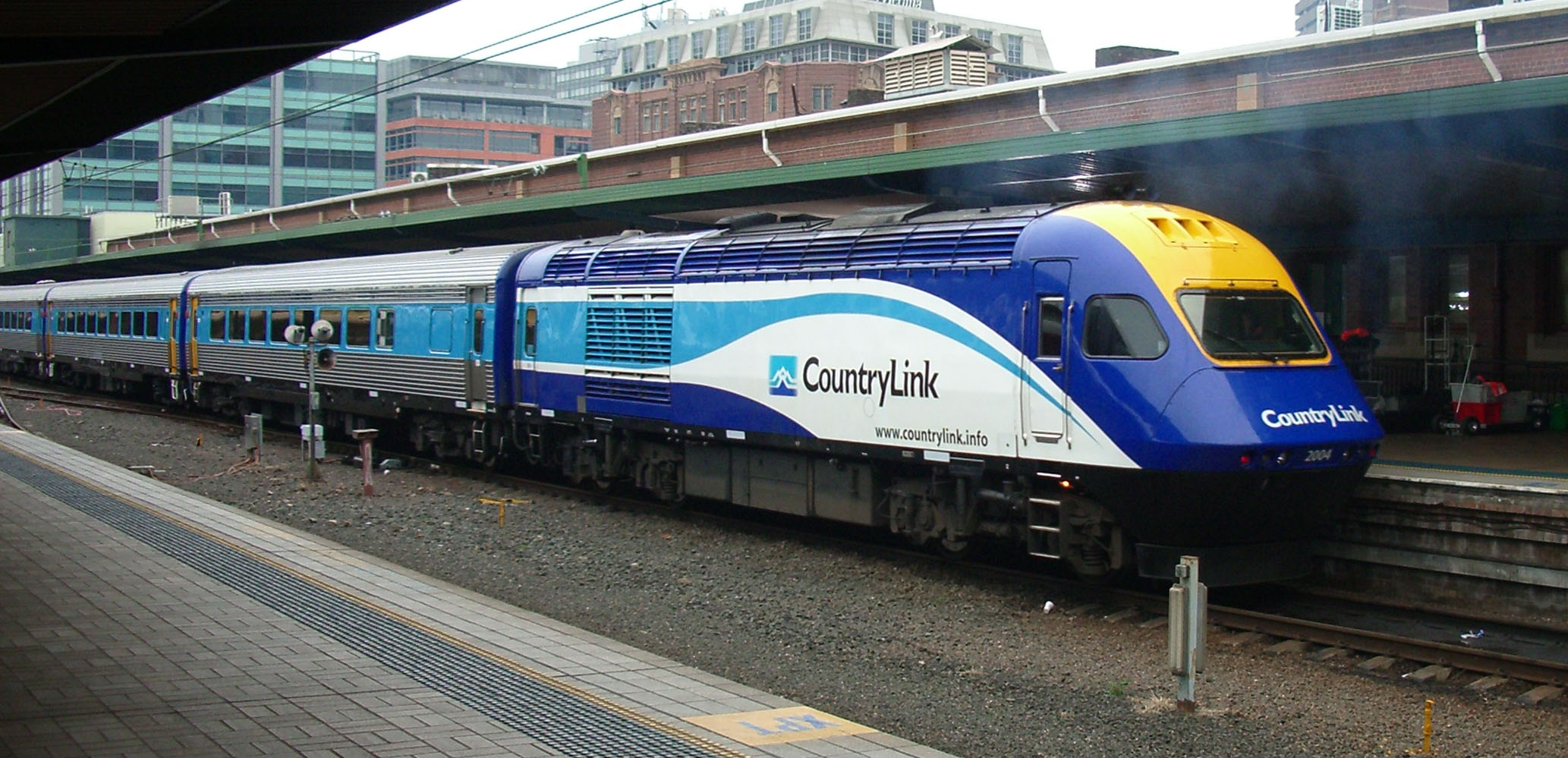
КантриЛинк, междугородный поезд, дважды в день курсирующий из Мельбурна в Сидней

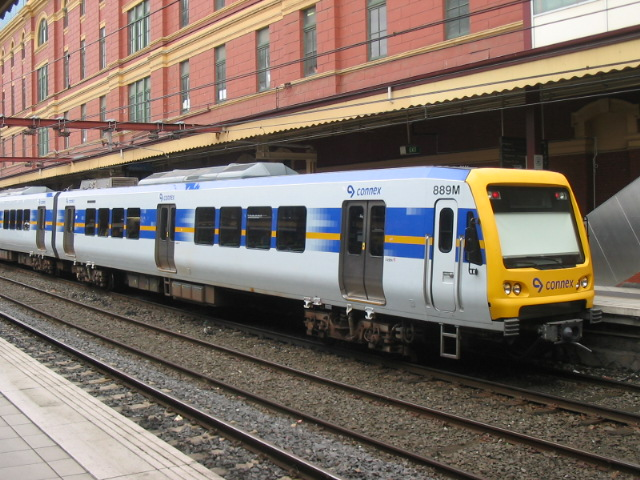
ИксТраполис, городской поезд в Мельбурне

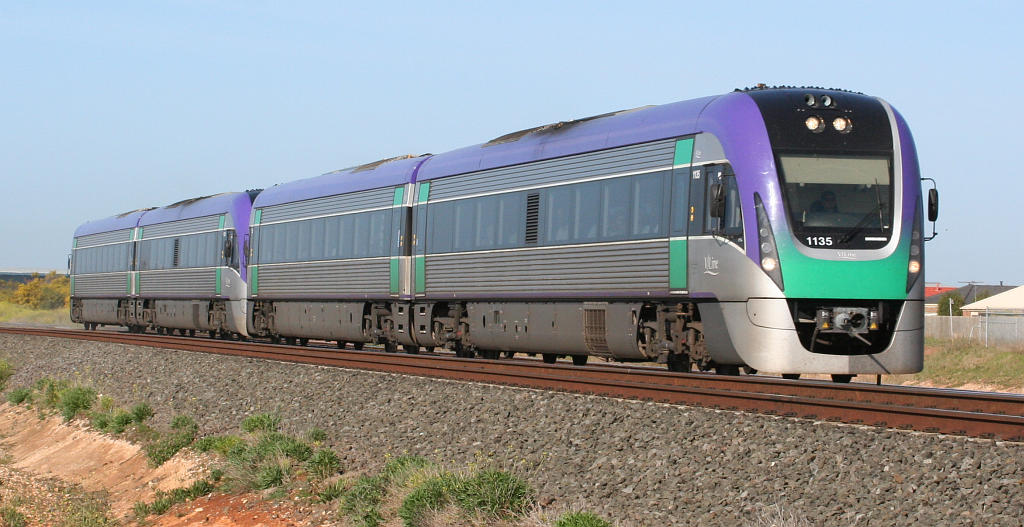
Междугородный поезд государственной компании Ви/Лайн

Виктория — самый густонаселенный штат Австралии. Демографические центры распределены по большей части территории штата. Только дальний северо-запад и Австралийские Альпы имеют малое количество населенных пунктов.
Викторианская дорожная сеть связывает между собой населенные пункты. Автострады лучами расходятся из Мельбурна, других крупнейших городов и региональных центров, а второстепенные дороги связывают автострады между собой. Большинство автострад построено по современным стандартам, остальные дороги, как правило, с твердым покрытием и приемлемого качества.
Железнодорожные перевозки в Виктории осуществляются несколькими частными и государственными операторами по принадлежащей государству инфраструктуре. Крупнейшие операторы: Метро Трейнс Мельбурн, осуществляющий перевозки по электрифицированным линиям в Мельбурне и пригородах; V/Line, принадлежащий правительству Виктории и осуществляющий перевозки в крупные региональные центры и дальние перевозки по другим направлениям; грузовые перевозчики Pacific National, CFCLA, El Zorro; Great Southern Railway, осуществляющая перевозки по линии Мельбурн — Аделаида; CountryLink на маршруте Мельбурн — Сидней.
Также работают несколько небольших грузовых операторов и ряд туристических железных дорог на линиях, которые когда-то являлись частью государственной сети.
Викторианские железные дороги для местного сообщения внутри штата в основном имеют широкую колею, известную как ирландская колея — размером 1600 мм (5¼ ft). Однако межштатовые магистральные линии и несколько ответвлений на западе штата были переведены на стандартную колею 1435 миллиметров, общую для всей другой Австралии и наиболее распространённую в мире. Две туристические железные дороги, являющиеся остатками пяти бывших государственных линий, построенных в горных районах, имеют узкую колею 762 миллиметра.
Мельбурн имеет крупнейшую в мире трамвайную сеть, управляемую компанией Ярра Трамс. Помимо того, что трамваи являются популярным видом общественного транспорта, за последние десятилетия они стали одной из основных туристических достопримечательностей Мельбурна. Есть также туристические трамваи, курсирующие по части бывших трамвайных систем Балларата и Бендиго. Имеются трамвайные музеи в Байлэндсе и Хэддоне.
Аэропорт Мельбурн является основным внутренним и международным аэропортом штата. Аэропорт Авалон является вторым по значимости. Кроме того, воздушные перевозки Мельбурна осуществляются через аэропорт Эссендон и аэропорт Мураббин. Другие аэропорты штата, осуществляющие регулярные внутренние перевозки: аэропорт Гамильтон, аэропорт Милдьюра, аэропорт Маунт-Хотам и аэропорт Портленд. Из остальных 27 аэропортов штата регулярных рейсов не осуществляется.
Мельбурнский морской порт является крупнейшим портом Австралии, обрабатывает контейнеры и генеральные грузы. Расположен в Мельбурне в устье реки Ярра в заливе Порт-Филлип. Также морские порты есть в заливе Западный Порт, Джелонге и Портленде.

### Отрасли инфраструктуры

#### Электроэнергетика
Генерация электроэнергии в Виктории в основном осуществляется на работающих на буром угле электростанциях, в частности, в долине Лэтроуб.

#### Водоснабжение
Инфраструктура водоснабжения Виктории включает ряд дамб и водохранилищ, расположенных преимущественно в центральной части штата, которые собирают и хранят воду для большей части его территории. Собираемая вода обладает высоким качеством и нуждается только в незначительном хлорировании, что делает её вкус похожим на вкус дождевой воды. Однако в некоторых регионах, в частности, на западе штата, уровень хлорирования намного выше.
Система водоснабжения Виктории в настоящее время связывается в единую сеть серией трубопроводов для обеспечения её приватизации за счет создания рынка воды, где она могла бы перетекать между регионами и инвесторы могли бы свободно покупать и продавать воду. Эти работы включают строительство дистиляционного завода в Вонтэгги, призванного обеспечить систему «новой» водой для создания лучших условий торговли ею на приватизированном рынке.

## Образование

### Начальное и среднее образование
Система начальных государственных школ Виктории ведет свой отсчет с 1872 года, когда колониальное правительство объявило школьное образование обязательным и бесплатным. Государственные средние школы появились в штате с 1905 года. До этого существовали только частные средние школы. На сегодня школьное образование Виктории состоит из семилетнего начального обучения (включая 1 подготовительный год) и шестилетнего среднего.
Викторианские дети поступают в школу обычно в возрасте 5 или 6 лет. Последние годы средней школы не обязательны для детей старше 17 лет. Выпускники средней школы получают Аттестат об образовании Виктории и рейтинг, определяющий возможность поступления в университеты (ATAR).
Школы в Виктории могут быть как государственными, так и частными. Государственные школы финансируются и управляются непосредственно Департаментом образования Виктории. Учащиеся не платят за обучение, однако могут оплачивать некоторые дополнительные расходы. Частные платные школы включают приходские школы римской католической церкви и независимые школы. Независимые школы обычно связаны с протестантскими приходами. В Виктории есть также несколько частных иудейских и исламских начальных и средних школ. Частные школы также частично финансируются государством. Все школы обязаны соответствовать установленным правительством стандартам образования. Кроме того, в Виктории функционируют 4 государственные конкурсные школы: Мельбурнская старшая школа для мальчиков, Женская старшая школа МакРобертсона для девочек, смешанные Старшая школа Носсэл и Средняя школа Викторианского колледжа искусств. Учащиеся могут поступить в эти школы на основе конкурсного вступительного экзамена.
По состоянию на август 2005 года в Виктории было 1613 государственных школ, 484 католические школы и 208 независимых школ. Около 537 тысяч учащихся поступили в 2005 году в государственные школы и 289 тысяч в частные школы. Около двух третей учащихся частных школ посещают католические школы. Более 455 тысяч учащихся поступили в начальные школы и более 371 тысячи в средние школы. Процент учащихся, продолживших обучение в последних двух классах средних школ, составил 77 % для государственных школ и 90 % для частных школ. В Виктории работает около 60,2 тысяч учителей.

### Высшее образование
В Виктории 9 университетов. Старейший из них, Университет Мельбурна, принял первых студентов в 1855 году. В крупнейший, Университет Монаша, ежегодно поступают около 56 тысяч студентов, больше, чем в любой другой университет Австралии. Оба университета входят в число лучших университетов мира. Для поступления необходим высокий проходной балл, сдача вступительных экзаменов для абитуриентов старшего возраста либо оплата обучения.
Количество студентов, поступивших в викторианские университеты, составило в 2004 году 241 755 человек, увеличившись на 2 % по сравнению с предыдущим годом. Иностранные студенты составляю порядка 30 % от этого количества, но на них приходится основная часть поступающей платы за обучение. Наибольшей популярностью пользуются специальности в области бизнеса, управления и экономики, которые выбирают около трети студентов. Далее следуют специальности в области искусств, гуманитарных и социальных наук, привлекшие 20 % поступивших в университеты учащихся.
В Виктории имеется 18 государственных учреждений технического и дополнительного образования (TAFE). Первым учреждением дополнительного образования в штате стал Мельбурнский механический институт, основанный в 1839 году, который сейчас называется Мельбурнский Атенеум. Кроме того, более 1000 образовательных учреждений проводят обучение по признаваемым TAFE программам. В 2004 году около 480 700 учащихся поступили в различные учреждения дополнительного образования штата.

### Библиотеки
Государственная библиотека Виктории — центральная и крупнейшая библиотека штата. Она отвечает за сбор и хранение документарного наследия Виктории, а также обеспечение доступа к нему через спектр различных услуг и программ. Материалы собрания включают книги, газеты, журналы, манускрипты, карты, картины, объекты, звуковые и видеозаписи, базы данных.
Кроме того, местные власти содержат муниципальные библиотеки, как правило, с множеством филиалов в своем регионе.

## Достопримечательности

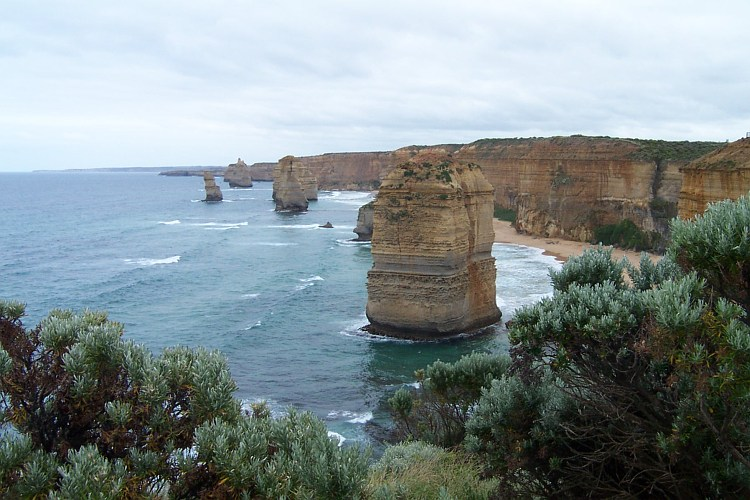
Двенадцать Апостолов

Среди основных туристических достопримечательностей Виктории:
- Мегаполис Мельбурна, в особенности внутренние городские районы (также предоставляют большие возможности для шопинга) и достопримечательности городского центра, такие как Казино Корона, Мельбурнский зоопарк, Мельбурнский музей, Мельбурнский аквариум, Научная фабрика, открытый зоопарк Уэрриби, районы Доклэндс, Саутбэнк и Сент-Килда, Центр искусств, Национальная галерея Виктории, Мельбурн Крикет Граунд и Башня Эврика, самый высокий небоскрёб города.
- Регион золотой лихорадки с историческими городами Балларат, Бичуэрт, Бендиго, Каслмейн, Молдон и Дейлсфорд.
- Природные достопримечательности, такие как скалы Двенадцать апостолов, 45 национальных парков, малые пингвины (в частности наблюдение за ними при «пингвин-парадах» на острове Филлипа и в районе Сент-Килда), пещеры Бакан и озёра Гиппсленд.
- Горы Данденонг (в особенности железная дорога Паффинг Билли).
- Города по реке Муррей, включая Эчука и Милдьюра, где популярно катание на водных лыжах.
- Джелонг и Австралийское международное авиашоу.
- Полуостров Белларин с историческими курортными городками, такими как Квинсклифф.
- Побережье Сёрф-Кост с известными пляжами, такими как Беллс Бич, Торки и Лорн.
- Полуостров Морнингтон, известный своими винодельнями и уединёнными пляжами, районом Артурс Сит и курортными городками Портси и Сорренто.
- Долина Ярра с заповедником Хилсвилл и винодельнями.
- Великая океанская дорога с Двенадцатью апостолами, историческими городами Порт-Фэри и Портленд, скалами и курортными городками, такими как Лорн.
- Регион Викторианские Альпы, часть Австралийских Альп, популярный лыжный курорт.
- Холмы центральной Виктории, предоставляющие возможности для занятий зимними видами спорта и пеших прогулок.

Другие популярные туристические развлечения включают полёты на дельтапланах и воздушных шарах и подводное плавание.
Крупные мероприятия также играют большую роль в развитии туризма в Виктории, в частности культурного и спортивного туризма. Большинство из этих мероприятий сконцентрировано вокруг Мельбурна, но ряд из них проходит и в региональных городах, например В8 Суперкар и Австралийский мотоциклетный Гран-при на острове Филлипа, Большой ежегодный стипельчез в Варрнамбуле, Австралийское международное авиашоу в Джелонге и множество местных фестивалей, таких как популярные Фольклорный фестиваль в Порт-Фэри, Музыкальный фестиваль в Куинсклифф, Беллс Бич Сёрф Классик и Осенний фестиваль в Брайте.

## Археология и палеоантропология
- Почерневшие от огня камни, которые были «нагреты в обстановке, напоминающей очаг» в Мойжиле (Поинт-Ричи) в устье реки Хопкинс[англ.] в Уоррнембуле[англ.]) термолюминисцентным методом, датируются в диапазоне 120—125 тыс. лет назад, что соответствует морской изотопной стадии MIS 5e и согласуется с независимыми стратиграфическими данными[22][23].
- Археологические раскопки на местонахождении Болото Коу[англ.] выявили наличие скелетов людей начиная с конца плейстоцена, более 10 тысяч лет назад[24], сходных с лаосским черепом TPL 1 и окаменелостями озера Мунго[25].

## Спорт

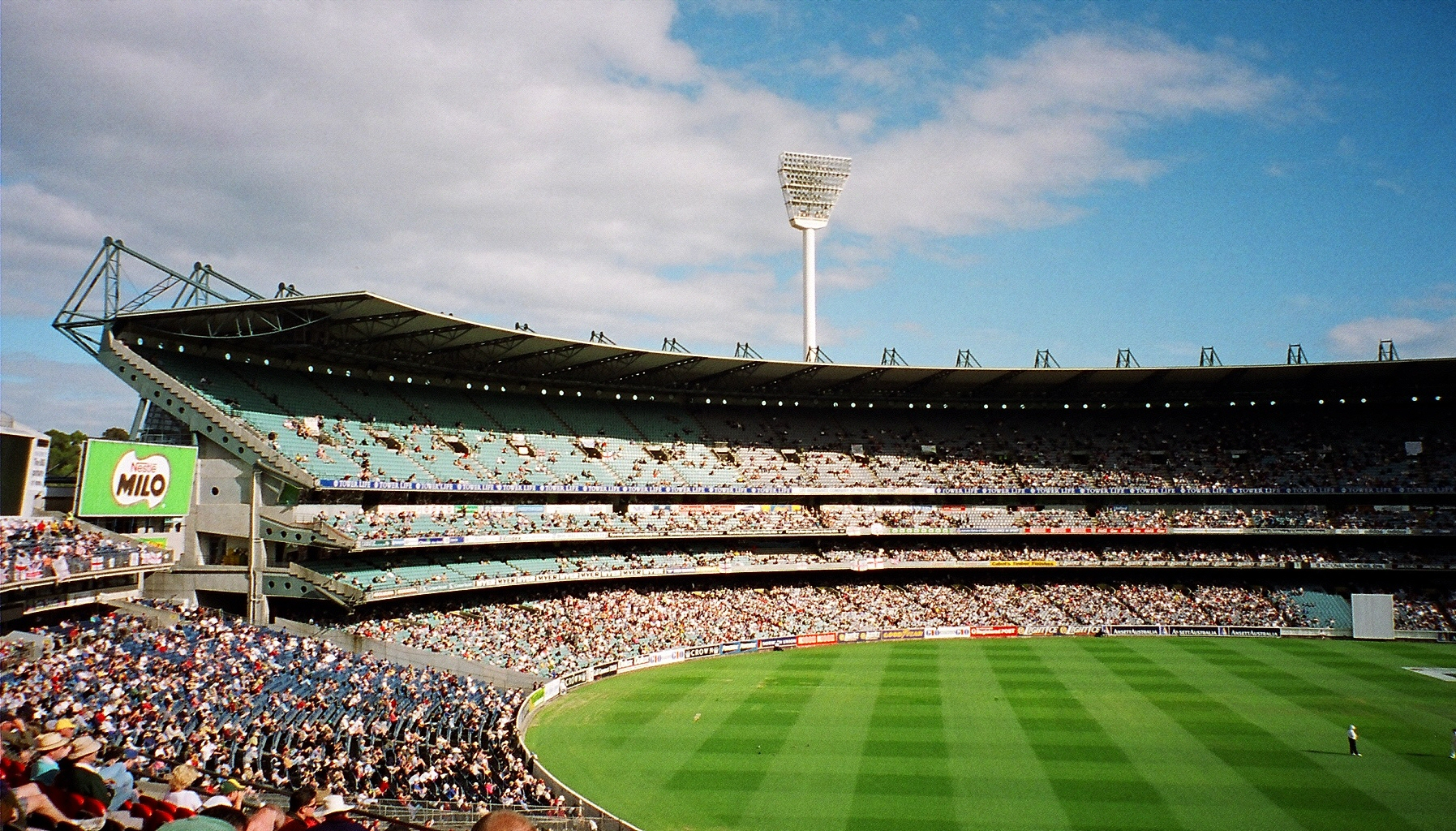
Мельбурн крикет граунд.

Большой популярностью в Виктории пользуется Австралийский футбол. 10 из 16 клубов Австралийской футбольной лиги базируются в Виктории. Традиционный Гранд финал проводится на Мельбурн Крикет Граунд, обычно в последнюю субботу сентября.
Викторианская крикетная команда, Викториан Бушрейнджерс, выступает в национальной крикетной лиге Шеффилд Шилд. Виктория представлена в Национальной регбийной лиге командой Мельбурн Сторм и в лиге Супер Регби командой Мельбурн Ребелс (с 2011 года). Она также представлена в футбольной Эй-Лиге командами Мельбурн Виктори и Мельбурн Харт (с 2010 года).
В Мельбурне проводились Летние Олимпийские игры 1956 года, Игры Содружества 2006 года, Чемпионат мира по плаванию. Также в Мельбурне ежегодно проводятся Открытый чемпионат Австралии по теннису в январе, первый из четырёх теннисных турниров Большого шлема, и Гран-при Австралии по автогонкам в классе Формула-1.
На пляже Беллс Бич в Виктории проводится самый длительный в мире турнир по сёрфингу Беллс Бич СёрфКлассик, являющийся частью Мирового тура АСП.
Популярностью в Виктории пользуется нетбол. Команда Мельбурн Вайксез представляет Викторию в Чемпионате АНЗ. Ряд лучших нетболисток мира, в частности Шэрелл Макмаон, Риней Халлинан, Мэдисон Браун, Джули Корлетто и Бианка Чатфилд, являются выходцами из Виктории.
На острове Филиппа на гоночной трассе Филлип-Айленд проводятся Австралийский мотоциклетный Гран-при, аналог MotoGP (лидирующий мотоциклетный класс в мире), австралийский этап Чемпионата мира Супербайк и местные гонки В8 Суперкар, которые также проводятся на автодромах Сандаун Рейсуэй и Уинтон Мотор Рейсуэй.
Ежегодно проводится наиболее престижный в Австралии кросс Стоэлл Гифт.
В Виктории проводится крупнейший в Южном полушарии покерный турнир Осси Миллионс.
Мельбурнский весенний карнавал — одна из крупнейших скачек и одно из крупнейших спортивных событий в мире, собирающее значительное количество зрителей. Основные бега проводятся за Мельбурнский кубок.

## Города
- Мельбурн (административный центр и крупнейший город штата).
- Флауэрдейл.
- Яррам.
- Андербул.